# Hygroamblystegium luridum
Hygroamblystegium luridum är en bladmossart som beskrevs av Hermann Johann O. Reimers 1926. Hygroamblystegium luridum ingår i släktet Hygroamblystegium och familjen Amblystegiaceae. Inga underarter finns listade i Catalogue of Life.